# Gedenkramen in het gemeentehuis (Bolsward)
De gedenkramen in het gemeentehuis zijn een oorlogsmonument in de Nederlandse stad Bolsward.

## Achtergrond
De inwoners van Bolward stuurden tijdens de hongerwinter van 1944-1945 een scheepslading aardappelen naar de Weespenaren. Als dank kreeg de gemeente drie glas-in-loodramen aangeboden van de Weespenaren. De ramen werden gemaakt door Louis Boermeester en in maart 1946 in het stadhuis van Bolsward geplaatst.
Boermeester maakte eerder ook de gedenkramen in de Martinikerk (1945, geplaatst in 1955).

## Beschrijving
Op het linkerraam staat het wapen van Bolsward boven het vuur, op het rechterraam het wapen van Weesp boven de golven van het IJsselmeer. In het middelste raam staan enkele beeldbepalende gebouwen uit Weesp en Bolsward, waaronder het stadhuis van Weesp en Bolward, naast een moeder met kinderen (als symbool voor de hongersnood) en een schip met mannen die het voedsel uitdelen. Op het raam werd een aantal regels geplaatst van de dichter Jorritsma:

NOOIT KOSTELIJKER VRACHT VOER UIT DEEZ' HANZESTAD,
DAN OVERZEE NAAR WEESP TOEN HOLLAND HONGER HAD